# Сигнализм
Сигнализм (серб. кир. Сигнализам) ― международное неоавангардное художественное и литературное направление, распространившееся в Югославии и в мире в целом в 1960-х и в начале 1970-х годов.

## Истоки и методы сигнализма
Истоки сигнализма можно проследить к 1959 году, когда основатель и главный теоретик течения Миролюб Тодорович начал свои лингвистические эксперименты. Его главная идея заключалась в том, что в сфере поэзии не может произойти существенного скачка вперёд, если не произойдет революция в её основной среде ― языке.
Рождение сигнализма в сербской литературе и культуре, с его тенденцией революционизирования других видов искусства (изобразительного, театрального, комического, музыкального и кинематографического), было обусловлено необходимостью устранения устоявшихся моделей поэтических произведений. Сигнализм во многом игнорировал сложившиеся культурные традиции и призывал к необходимости принять вызовы и дух современной технологической и электронной цивилизации. В своей программе («Манифест») а также в ряде художественных произведений сигнализм полностью отделялся от ранних принципов неоромантизма и позднего символизма, господствовавших в сербской литературе. Своей целью сигнализм провозглашал изменить поэзию как по содержанию, так и по форме, и сделать её более совместимой с современностью.
Революция в поэтическом языке началась с введения символов, формул и лингвистических форм «тяжелых» наук (физика, биология, химия, математика, биохимия и астрономия). Кроме того, сам язык был сделан более визуальным путём распределения слов и предложений в слоги и буквы, образующие зрительно узнаваемые узоры. С целью создания коллаж из словесных и визуальных элементов в текст вводились невербальные символы: рисунки, фотографии, графики. Этот первый этап развития сигнализма часто упоминается как сциентизм. Наиболее яркими примерами художественных произведений этого периода являются книги «Планета» (Planet, 1965) и «Поездка в Звездную землю» (Putovanje u Zvezdaliju, 1971), а также поэтические циклы «Belančevina» (Белок), «Kiseonik» (Кислород), «Ožilište» (Питомник) и другие, в которых перекликаются темы пространства, времени и материи.
В течение последующих десятилетий исследований и творческих поисков сигналисты значительно расширили когнитивные границы и жанровый профиль современной сербской поэзии. Поэзию сигналистов можно разделить на две основные формы: вербальную и невербальную. Вербальная поэзия предлагает научные, алеаторические (случайной), стохастические, технологические, феноменологические, лингвистические и апейронистической методы. Среди подтипов невербальной поэзии выделяют визуальную, объектную, звуковую и жестовую.
Сигнализм добился значительных успехов в прозе (экспериментальный роман и рассказ). Существует также ряд значительных достижений в сфере детской литературы. В изобразительном искусстве сигнализм проявлялся в боди-арте и мейл-арте; он также оставил след в исполнительском и концептуальном искусстве.
Сигнализм характеризуется как неоавангардное движение, отрицающее литературное, художественное и культурное наследие, поэтические и эстетические условности и канонические способы творчества, настаивая на проведении новых творческих экспериментов. Программными текстами сигнализма являются три манифеста: «Манифест научной поэзии» (1968), «Манифест сигнализма» (Regulae poesis) (1969) и «Сигнализм» (1970).
Движение получило большую известность после учреждения международного журнала «Сигнал» в 1970 году. В период с 1970 по 1973 год было выпущено девять номеров «Сигнала», в которых были представлены многие югославские и зарубежные художники, а также печатных библиографических данные об авангардных публикациях по всему свету. С 1973 по 1995 год журнал не мог издаваться, в основном по финансовым причинам. С 1995 по 2004 год появился ещё 21 номер «Сигнала». Новый выпуск журнала оживил движение и привёл в него армию молодых художников в XXI веке.
О творчестве сигналистов было написано по меньшей мере три докторские диссертации и двадцать монографий.